# 투폴레프 Tu-155
투폴레프 Tu-155는 투폴레프에서 제작한 항공기이다. 투폴레프 Tu-154 항공기를 대체 연료 테스트베드 형식으로 수정한 항공기로서 액체 수소로 작동하는 세계 최초의 실험용 항공기이다. 이와 비슷한 투폴레프 Tu-156은 만들어지지 않았다.
항 가버렸다

## 같이 보기
- 투폴레프 Tu-154